# الصبي الفلاح (فلم رسوم متحركة)
الصبي الفلاح (The Plowboy) هو فيلم رسوم متحركة قصير لـميكي ماوس تم إصداره لأول مرة في 28 يونيو 1929، كجزء من سلسلة أفلام ميكي ماوس.  كان هذا هو الفيلم القصير الثامن لميكي ماوس الذي تم إنتاجه، والخامس في عام 1929. 

## حبكة
كما يوحي العنوان، تم تصوير ميكي كمزارع جنبًا إلى جنب مع ميني ماوس . يظهر للمرة الأولى مع حصانه أثناء حرث الحقل. ثم تأتي ميني مع بقرتها. لقد طلبت من ميكي أن يحلب البقرة لها. وبينما يفعل ذلك، تبدأ البقرة بلعقه في إشارة واضحة إلى المودة والحب. لا يبدو ميكي سعيدًا ويرد عن طريق لف فمه بلسانه تعبيرًا عن الاشمئزاز.
يتمكن ميكي في النهاية من تقديم دلو كامل من الحليب لـميني ويبدأ في تقبيلها بعنف. ترد ميني على هذا بضرب رأس ميكي بالدلو. في مرحلة ما، لدغت نحلة الحصان، فأصابته بحالة من الذعر وبدأ الحصان بالركض. عند عودة هدوء الحصان، يكون المحراث قد انكسر. في النهاية، يلجأ ميكي إلى استخدام الخنزير كمحراث..

## تأثير

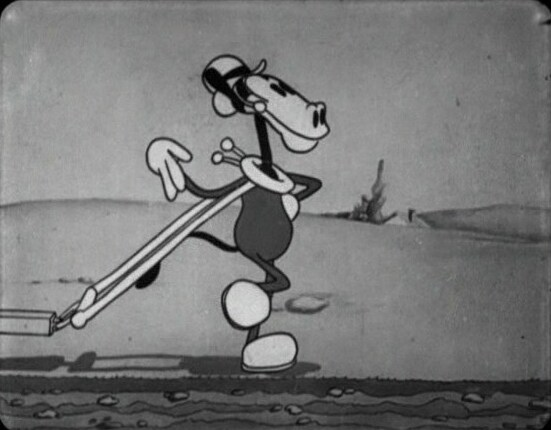
الظهور الأول لـ أبي طويلة.

ومن الغريب أن الفيلم القصير يعتبر مميزًا بشكل أساسي بسبب الماشية التي ظهر فيها. تعتبر بقرة ميني هي كوكبة التي ظهرت للمرة الثانية، ويعتبر حصان المحراث الخاص بميكي هو أبو طويلة الذي ظهر لأول مرة.  أصبحت الشخصيتان مجسمتين بالكامل في الفيلم القصير The Shindig لعام 1930، حيث تم التعامل معهما كأصدقاء ميكي وميني وليس كحيوانات مزرعة أو حيوانات أليفة.  بحلول عام 1933، أشارت دعاية استوديو ديزني إلى فيلم الصبي الفلاح باعتباره أول فيلم يظهر فيه أبو طويلة. 
وهذا الفيلم هو المرة الأولى التي نرى فيها ميني ماوس وهي ترتدي القفازات. 

## استقبال
ذا فيلم دايلي (28 يوليو 1929): "هذا رائع. يمضي استوديو ديزني قُدُمًا في إنتاج سلسلة الرسوم المتحركة الخاصة بميكي ماوس. الرسوم المتحركة ليست ذكية فحسب، بل إنها تحمل فكرة أيضًا. مغامرات ميكي ليست مهمة بشكل خاص، لكنها مضحكة. موضوع رائع، مليء بالمرح والضحك." 